# ナンヨウショウビン
ナンヨウショウビン（南洋翡翠、学名: Halcyon chlorisまたはTodiramphus chloris）は、ブッポウソウ目カワセミ科に分類される鳥類の一種である。

## 分布
紅海西岸からアラビア半島、インドの沿岸部、東南アジア、ミクロネシア、ニューギニア、オーストラリア北西部等に広く分布する。生息地では、ほぼ一年中見られる。
日本では迷鳥として、南西諸島（宮古島、石垣島、西表島、与那国島）において観察記録がある。

## 形態
体長は23 - 25 cmほど。頭部と背中、翼は青緑色で、腹部は白い。くちばしと足は黒く、黒い通眼線がある。目は黒い。ただし本種は亜種が多く（学説によっては50の亜種に分類している）、亜種ごとに体色が異なり一見別種に見えるものもある。

## 生態
マングローブ林や海岸の林、農耕地に生息する。
「キー　キー」とやや甲高い声で鳴く。